# Operación Wigwam
La operación Wigwam implicó una sola prueba de una bomba nuclear Mark 90 Betty. Se llevó a cabo después de la operación Teapot y antes de la operación Redwing, el 14 de mayo de 1955, frente a las costas de Estados Unidos, a 970 km al oeste-suroeste de San Diego (California).
Participaron 6800 soldados a bordo de 30 barcos.
El propósito de Wigwam fue determinar la vulnerabilidad de los submarinos a las armas nucleares que se detonaran a profundidad, y para evaluar la viabilidad del uso de esas armas en una situación de combate.
El comandante del grupo de tareas, el almirante John Sylvester, se embarcó en el buque insignia USS Mount McKinley (AGC-7).
El dispositivo de prueba se suspendió bajo el océano a unos 660 metros de profundidad, sostenido por un cable desde una barcaza, y por una línea de remolque de seis millas conectado a un remolcador de la flota, el USS Tawasa. Suspendido de las líneas de remolque se ubicaron tres submarinos no tripulados en miniatura llamados "Squaws", cada uno repleto de cámaras e instrumentos de telemetría.
El momento de la detonación fue a las 13:00 h (hora del Pacífico). La prueba se llevó a cabo sin incidentes y efectos de la radiación fueron insignificantes. El dispositivo explotó con una fuerza de 30 kilotones. Solo tres empleados del personal recibieron dosis superiores a 0,5 rems.
Los equipos destinados a la medición directa de la explosión de la burbuja generada bajo el agua no estuvieron en funcionamiento en el momento de la explosión, pero basado en otras mediciones, se calculó que el diámetro máximo de la burbuja fue de 230 m, y su período de pulsación fue de 2,83 segundos.